# Три гигантских человека
«Три гигантских человека» или «Три гиганта» (тур. 3 Dev Adam) — турецкий супергеройский фильм 1973 года, снятый Т. Фикретом Учакоми и написанный на основе персонажей, созданных Стив Дитко, Джек Кирби, Стэн Ли, Джо Саймони и Гусман Уэртас. Главную роль исполняли Айтекин Аккай в роли Капитана Америки и Явуз Селекман в роли Санто. По сюжету, два супергероя отправляются в Стамбул со специальной миссией остановить злодеев. Фильм, который вышел в общенациональный прокат по всей стране 1 ноября 1973 года, был снят без ведома Marvel Entertainment с нарушением авторских прав на изображённых персонажей. Фильм был популярен и, таким образом, породил другие плагиаты других крупных голливудских постановок.

## Сюжет
Действие происходит в Стамбуле, где жестокая преступная организация во главе с Человеком-пауком всплывает в городе с поддельными долларами США. Она также калечат лицо женщины с помощью гребного винта. Небольшая оперативная группа, состоящая из Капитана Америки, Санто и девушки Капитана Америки, Джулии, прибывает, чтобы помочь местной полиции остановить Человека-паука и его банду.
Джулия, проникшая в убежище Человека-паука, схвачена и доставлена в дом в отдалённом месте. Ей удаётся отправить сигнал SOS капитану. Капитан Америка спасает Джулию и преследует Человека-паука, которому удаётся сбежать.
Тем временем национальный супергерой/борец Мексики Санто проникает в додзё, которое используется как прикрытие для подделок. Попав в плен, ему удаётся сбежать вместе с компрометирующими уликами.
Капитан Америка и Санто совершают набег на очень важное убежище, где происходит большая часть операции по подделке денег. Им удаётся закрыть убежище, в то время как Человек-паук убивает пару, крадёт статую и убегает.
Вскоре после этого начинается очередная битва между героями и Человеком-пауком. Выясняется, что Человек-паук может создавать копии самого себя, когда его убивают, поскольку один Человек-паук избит до полусмерти Санто, а другой задушен до смерти Капитаном Америкой.
Затем Капитан Америка и Санто скрываются в ночном клубе. Банда Человека-паука замечает их, и происходит драка. На этот раз герои, похоже, побеждены и попадают в убежище Человека-паука. Оказавшись там, Капитан Америка и Санто ведут себя так, будто сражаются сами с собой, чтобы сбить с толку своих похитителей, но им удаётся вырваться и уничтожить большинство членов банды. Человек-паук прибывает в конце боя со своей девушкой только для того, чтобы поразить её диким выстрелом из пистолета одного из его приспешников. Он убегает, а Капитан Америка преследует его по горячим следам.
Капитан Америка ловит Человека-паука и побеждает его, только чтобы услышать дразнящий смех ещё одного Человека-паука. Бой продолжается до тех пор, пока каждый Человек-Паук не будет мёртв.
Когда герои собираются покинуть Стамбул, Капитан Америка видит что-то похожее на Человека-паука, сидящего на заднем сиденье такси, и в ярости бежит к такси, хватает человека и тут же снимает его маску, только чтобы понять, что это был всего лишь молодой человек — мальчик в красной борцовской маске.

## В ролях
- Явуз Селекман в роли Санто. Основное различие между этой версией Эль Санто и оригиналом заключается в том, что персонаж в фильме носит борцовскую маску ненадолго, тогда как реальный Санто никогда не появлялся на публике без нее. Санто был известен в 60-х, и он был очень известен в Турции .
- Айтекин Аккая в роли Капитана Америки. У него нет щита, а в маске нет крыльев по бокам головы.
- Тевфик Шён в роли Человека-паука. Он изображён злодеем, у которого нет ни одной из его способностей из комиксов. Его единственная сверхспособность здесь — это способность несколько раз возвращаться целым и невредимым после смерти, что иногда интерпретируется как создание клонов самого себя.
- Доган Тамер, как инспектор Орхан
- Дениз Эрканат в роли Юлии. Девушка Капитана Америки и партнёр супергероя.
- Майн Сан как Надя. Подруга Человека-паука и соучастник преступления.
- Алтан Гюнбай — владелец ночного клуба
- Эрсун Казанчел, как бармен
- Осман Хан, как вышибала
- Али Экдал, как комиссар
- Нилгюн Джейлан, как Джанет
- Ихсан Байсал, как вышибала
- Мехмет Ягмур в роли приспешника Человека-паука